# Willi Hofmann
Willi Hofmann (n. 27 decembrie 1940, Zürich, cantonul Zürich, Elveția) este un bober ce a reprezentat Elveția, medaliat olimpic. A participat la o ediție a Jocurilor Olimpice (1968) în care a câștigat o medalie de bronz.

## Participări
Lista de mai jos prezintă principalele competiții la care a participat Willi Hofmann de-a lungul carierei.
- bob la Jocurile Olimpice de iarnă din 1968